# Lista de deputados estaduais do Pará da 4.ª legislatura
Essa é uma lista de deputados estaduais do Pará eleitos para o período 1959-1963. 37 deputados.

## Composição das bancadas
| Partido | Líder                | Bancada | Posição  |
| ------- | -------------------- | ------- | -------- |
| PSD     | Rodolpho Chermont Jr | 15 / 37 | Governo  |
| PSP     | Stélio Maroja        | 9 / 37  | Oposição |
| UDN     | João Milton Dantas   | 6 / 37  | Oposição |
| PTB     | Benedicto Monteiro   | 5 / 37  | Governo  |
| PR      | Álvaro Calilo Kzan   | 2 / 37  | Oposição |

## Deputados estaduais
| Número | Deputados estaduais eleitos          | Partido | Votação | Percentual | Cidade onde nasceu    | Unidade federativa |
| 46650  | Abel Nunes de Figueiredo             | PSP     | 2.689   | 1,33%      | Soure                 | Pará               |
| 41597  | Acindino Pinheiro de Campos          | PSD     | 2.751   | 1,36%      | Curuçá                | Pará               |
| 22431  | Adriano Fernandes Gonçalves          | UDN     | 2.401   | 1,19%      | Belém                 | Pará               |
| 41474  | Alcides Pinheiro Sampaio             | PSD     | 3.222   | 1,59%      | Igarapé-Miri          | Pará               |
| 14257  | Alfredo Jacob Gantuss                | PTB     | 1.952   | 0,96%      | São Miguel do Guamá   | Pará               |
| 20184  | Álvaro Calilo Kzan                   | PR      | 1.834   | 0,90%      | Jacundá               | Pará               |
| 14300  | Américo Silva                        | PTB     | 2.299   | 1,13%      | Belém                 | Pará               |
| 22149  | Avelino Máximo Martins               | UDN     | 2.353   | 1,16%      | Redenção              | Pará               |
| 41653  | Benedito José de Carvalho            | PSD     | 2.545   | 1,26%      | Moju                  | Pará               |
| 14748  | Benedicto Monteiro                   | PTB     | 2.145   | 1,06%      | Alenquer              | Pará               |
| 22753  | Charles Assad                        | UDN     | 2.554   | 1,26%      | Bonito                | Pará               |
| 41794  | Ciríaco Oliveira                     | PSD     | 3.329   | 1,65%      | Dom Eliseu            | Pará               |
| 22690  | Dário de Oliveira Dias               | UDN     | 2.256   | 1,11%      | Viseu                 | Pará               |
| 41881  | Dionysio Octávio Bentes de Carvalho  | PSD     | 4.172   | 2,06%      | Capanema              | Pará               |
| 22855  | Edir Dias de Carvalho Rocha          | UDN     | 2.129   | 1,05%      | Portel                | Pará               |
| 46720  | Edward Cattete Pinheiro              | PSP     | 2.443   | 1,21%      | Monte Alegre          | Pará               |
| 14674  | Efraim Ramiro Bentes                 | PTB     | 1.754   | 0,86%      | Paragominas           | Pará               |
| 41652  | Elias Salama da Silva                | PSD     | 2.538   | 1,25%      | Benevides             | Pará               |
| 46271  | Fernando Rebelo Magalhães            | PSP     | 2.938   | 1,45%      | Tucuruí               | Pará               |
| 46346  | Geraldo Manso Palmeira               | PSP     | 2.727   | 1,35%      | Belém                 | Pará               |
| 22227  | João Milton Dantas                   | UDN     | 2.447   | 1,21%      | Marituba              | Pará               |
| 41388  | João Pires Camargo                   | PSD     | 2.660   | 1,31%      | Abaetetuba            | Pará               |
| 20829  | José Ciríaco Gurjão Sampaio          | PR      | 1.475   | 0,73%      | Novo Repartimento     | Pará               |
| 41588  | José Manuel Reis Ferreira            | PSD     | 2.641   | 1,30%      | Tailândia             | Pará               |
| 41302  | José Massud Ruffeil                  | PSD     | 3.177   | 1,57%      | Belém                 | Pará               |
| 41817  | Luís Geolás de Moura Carvalho        | PSD     | 2.658   | 1,31%      | Belém                 | Pará               |
| 46497  | Miguel de Santa Brígida              | PSP     | 2.719   | 1,34%      | Salinópolis           | Pará               |
| 41761  | Newton Burlamaqui de Miranda         | PSD     | 2.552   | 1,26%      | Altamira              | Pará               |
| 41467  | Ney Rodrigues Peixoto                | PSD     | 3.150   | 1,56%      | Campos dos Goytacazes | Rio de Janeiro     |
| 41994  | Pedro Carneiro de Moraes e Silva     | PSD     | 2.591   | 1,28%      | Ipixuna do Pará       | Pará               |
| 41192  | Pedro Augusto de Moura Palha         | PSD     | 2.613   | 1,29%      | Belém                 | Pará               |
| 46841  | Raimundo da Costa Chaves             | PSP     | 2.489   | 1,23%      | Breu Branco           | Pará               |
| 41403  | Rodolpho Chermont Jr                 | PSD     | 3.760   | 1,86%      | Belém                 | Pará               |
| 46998  | Simpliciano Fernandes de Medeiros Jr | PSP     | 3.832   | 1,90%      | Igarapé-Miri          | Pará               |
| 46743  | Stélio Maroja                        | PSP     | 3.362   | 1,66%      | Bragança              | Pará               |
| 46603  | Victor Hilário da Paz                | PSP     | 3.415   | 1,69%      | Santarém              | Pará               |
| 14397  | Waldemir Alves de Santana            | PTB     | 1.778   | 0,88%      | Manaus                | Amazonas           |